# Božidar Kaćunko
Božidar Kaćunko (Čerin Čitluk, 8. kolovoza 1946. – Split, 17. prosinca 1993.) bio je hrvatski i bosanskohercegovački  pjesnik, slobodni umjetnik, novinski ilustrator. 

## Životopis
Školsku naobrazbu namaknuo je u Travniku, gdje je pohađao tamošnju Učiteljsku školu. Nakon školovanja opredijelio se za status slobodnog umjetnika. Živio i stvarao u Zenici i Splitu, a u Pragu (Češka) radio kao novinski ilustrator. Pisao je i na češkom jeziku.

## Djela
- Žena pjesnikova (pjesme, 1977.)
- Snježna katedrala (pjesme, 1977.)